# Daphne gracilis
Daphne gracilis är en tibastväxtart som beskrevs av Ernst Georg Pritzel. Daphne gracilis ingår i släktet tibaster, och familjen tibastväxter. Inga underarter finns listade i Catalogue of Life.